# Ita Rina
Italina Lida Kravanja, née le 7 juillet 1907 à Divača (comté de Gorizia et Gradisca, Autriche-Hongrie, actuellement en Slovénie) et morte le 10 mai 1979  à Budva (République socialiste du Monténégro, RFS Yougoslavie), connue sous le pseudonyme Ita Rina, est une actrice de cinéma et reine de beauté slovène et yougoslave.

## Biographie
Ita Rina est élue Miss Yougoslavie en 1926.
Elle a joué dans dix-huit films. Ses principaux rôles au cinéma l'ont été dans des films allemands et tchécoslovaques datant de l'année 1927 jusqu'au début des années 1930. Ita Rina met fin à sa carrière après son mariage en 1931, quand elle se convertit de la religion catholique romaine pour la religion orthodoxe serbe et modifie son nom en Tamara Đorđević.

## Filmographie
- 1929 : Séduction (Erotikon) de Gustav Machatý
- 1930 : Tonischka (en) (Tonka Šibenice) de Karl Anton
- 1960 : La Guerre de Veljko Bulajić